# Henri Bordes
Pour les articles homonymes, voir Bordes et Famille Bordes.
Henri Bordes (1842-1911) est un armateur et bibliophile français, directeur régional de la compagnie d’armement maritime qui porte son nom.

## Biographie
Henri Bordes est né le 1er février 1842 à Bordeaux, en Gironde, où son père Antoine l'aîné mène un négoce d'importations avec le Chili. Il devient orphelin à l'âge de huit ans. Membre de la chambre de commerce de Bordeaux, il est associé par son oncle Antoine-Dominique dans la compagnie, qui se transforme en 1883 en société Ant. Dom. Bordes et fils, dont le siège est à Paris. Il en devient directeur régional à Bordeaux, avant de quitter la société en 1880.
Deux années après, il fonde la Compagnie bordelaise de navigation à vapeur. Henri Bordes crée alors une liaison directe pour le transport des passagers entre Bordeaux et New York, aux États-Unis, avec quatre paquebots. Malgré des difficultés croissantes, Henri Bordes exploite sa société jusqu’en 1902. Il avait associé dans cette entreprise son fils Antoine.
En 1908, Henri Bordes entre à l'Académie des sciences, belles-lettres et arts de Bordeaux. Il meurt à Bordeaux, dans son hôtel du quai Louis XVIII, le 6 février 1911 à l'âge de 69 ans. Sa riche bibliothèque (il était membre de la société des bibliophiles françois) est vendue aux enchères la même année.